# 빙벽 등반

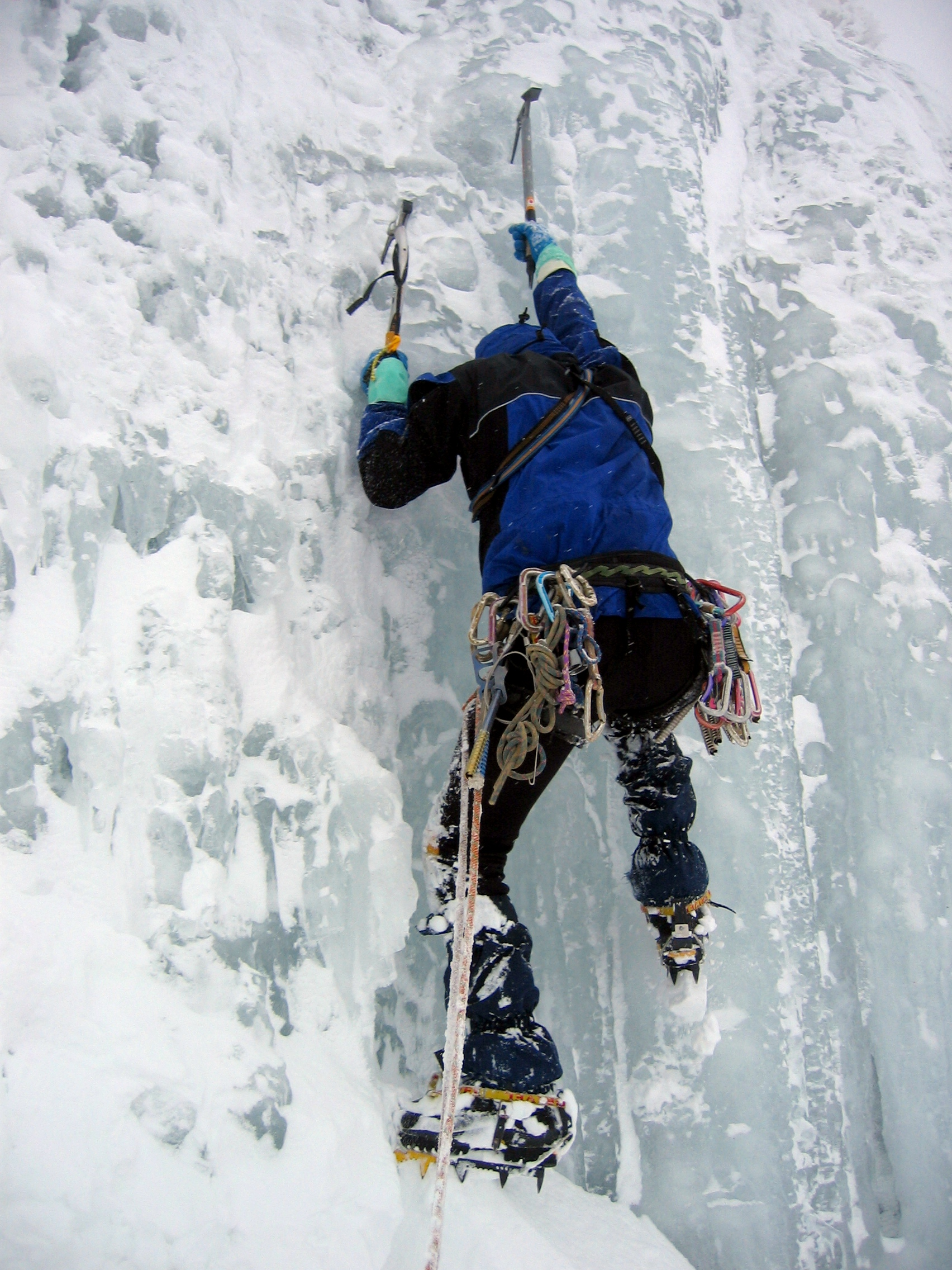

빙벽 등반(氷壁登攀)은 등산 장비를 사용함으로써 빙벽을 올라가는 익스트림 스포츠이다. 얼음 등반이라고도 불린다. 암벽등반과 비슷하나 바위가 아닌 얼음이라는 차이로 더많은 주의와 기술이 요구되는 스포츠이다. 크레바스, 낙빙 등의 목숨을 잃는 사고가 해마다 발생한다. 빙벽 등반을 하기 위해서는 피켈, 빙벽화, 아이젠, 헬멧, 장갑, 안전띠, 밧줄, 하켄 등의 장비가 필요하다.